# Око ґолема

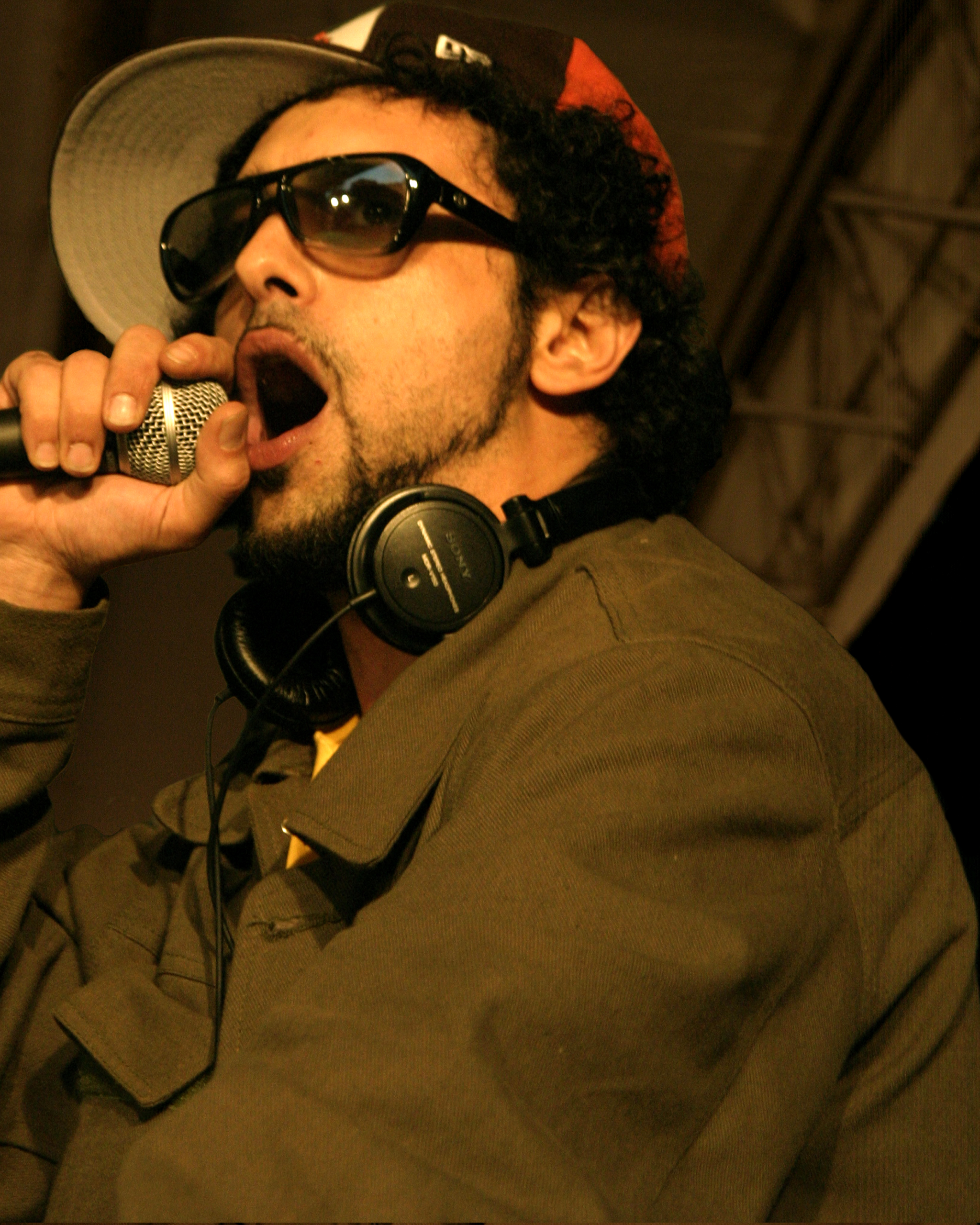
Італійський репер та бітмейкер Еса

«Око Ґолема» — дитячий фентезійний роман про альтернативну історію та магію. Це друга книга з трилогії про Бартімеуса, написана британським письменником Джонатаном Страудом. Було продано 6 мільйонів копій в 36 країнах. Це був бестселер New York Times у 2004 році
Книга та книжкова серія розповідають про боротьбу за владу в магічній антиутопії, центром якої є Лондон, Англія, де поєднуються сучасні та стародавні, світські та мітологічні теми. Серію описують як темнішу, більш політичну та морально складну версію Гаррі Поттера.
Книга отримала свою назву від схожого на циклопа ока ґолема, магічного артефакту, який разом з анімаційним пергаментом активує ґолема.

## Синопсис
Подібно до решти трилогії про Бартімея, дія книги «Око Ґолема» розгортається в дещо сучасному Лондоні в альтернативній історії, де магія є звичайним явищем, а маги є загальноприйнятою частиною суспільства; насправді більшість магів займають владні позиції. Вони є складовою уряду, а до простих людей ставляться як до нижчих. Головний герой — Натаніель, чарівник, який працює в Міністерстві внутрішніх справ. Його (небажаючим) партнером є мудрий дух Бартімеус. Разом вони вирушають на пошуки, щоб відкрити таємницю угрупування простих людей під назвою «Спротив». Головною перешкодою постає звір, який виявляється невразливим глиняним ґолемом, створеним групою магів у спробі дискредитувати та підірвати уряд.

## Головні персонажі
Багато персонажів мають імена біблійних осіб або історичних літературних, наукових чи політичних діячів, але не в біблійному чи історичному контексті. Більшість таких людей були перетворені в членів елітного панівного класу магів.

### Духи
- Бартімеус, джин, слуга пана Мендрейка
- Квізл, джинія, служниця пана Ффаукса
- Шубіт, джин, слуга панни Вайтвел
- Неміадес, джин, слуга пана Теллоу
- Сімпкін, фоліот, слуга пана Пінна

### Простолюд
- Кіті Джонс
- Пан Теренс Пенніфезер
- Якуб Гірнек
- Енн Стівенс
- Клем Гопкінс
- Ніколас Дрю

### Чарівники
- Джон Мандрейк (справжнє ім'я Натаніель), помічник міністра внутрішніх справ
- Генрі Дюваль, начальник нічної поліції
- Руперт Деверо, прем'єр-міністр Великої Британії та Імперії
- Гладстон, могутній померлий британський чарівник 19 століття
- Джесіка Вайтвел, міністр державної безпеки
- Джуліус Теллоу, міністр внутрішніх справ
- Арлекін, шпигун британського уряду, дислокований у Празі

## Альтернативна історія
Історія розгортається в альтернативному всесвіті. Події відбуваються в Лондоні та Празі. Магія частково витіснила технології як засіб соціального прогресу. У невідповідному поєднанні сучасних і старовинних технологій Британія має реактивні літаки, але найсучасніші кораблі — броненосці часів громадянської війни. Римська імперія проіснувала ще 1500 років до середини XIX століття, охоплюючи принаймні Центральну Європу.
Друга імперія з центром у Празі виникла після завоювання римлян Британією того часу.
Події, крім прологу, розгортаються орієнтовно на поточну добу. Єдине посилання на дату трилогії міститься в цій, другій книзі, де зазначено, що Гладстон помер 110 років тому. Історична постать, прем'єр-міністр Великої Британії Вільям Гладстон, помер у 1898 році, тому другий роман датується 2008 роком, а перший — двома роками раніше, тобто 2006 роком. Книги були опубліковані в 2003 і 2004 роках, тому автор написав історію недалекого майбутнього.

## Нагороди
Око Ґолема отримав такі нагороди:
- Вибрані аудіокниги для підлітків Американської бібліотечної асоціації (АБВ) (2005)[4]
- Найкращі книги АБА для молоді (2005)[5]
- Номінант на премію «Локус» (YA) (2005)[6]
- Премія «Блакитна ялина Колорадо» (YA) (2007)[7]